# Пчелино (Болгарія)
Пче́лино (болг. Пчелино) — село в Добрицькій області Болгарії. Входить до складу общини Добричка.

## Населення
За даними перепису населення 2011 року у селі проживали 210 осіб.
Національний склад населення села:
| Національність   | Кількість осіб | Відсоток |
| ---------------- | -------------- | -------- |
| болгари          | 95             | 45,2%    |
| цигани           | 67             | 31,9%    |
| турки            | 47             | 22,4%    |
| Всього відповіли | 210            |          |

Розподіл населення за віком у 2011 році:
Динаміка населення: